# Festival Don Quijote
 (avril 2021).
 (avril 2021).
 (juin 2021).
Le festival Don Quijote est un festival multidisciplinaire de théâtre, de danse, et de musiques hispaniques créé à Paris en 1992 par Luis Jiménez, qui en est le directeur artistique.
Chaque automne, ce festival propose une sélection de la création scénique espagnole et latino-américaine, avec une programmation essentiellement théâtrale. Les pièces proviennent d’Espagne mais aussi d’une quinzaine de pays d’Amérique latine, et sont représentées en France pour la première fois, avec un surtitrage en français.
En 29 éditions, le festival a programmé 280 spectacles espagnols et latino-américains. Ce rôle de diffusion du théâtre espagnol à l’étranger lui a valu d’être récompensé en Espagne par le Premio Max de la critique, en 2011.

## Historique

### Le théâtre espagnol en France
Avant la création du Festival Don Quijote, le théâtre espagnol était peu représenté en France, même si certaines manifestations culturelles ont permis de le mettre occasionnellement en lumière. Ainsi, Le Festival Mondial du Théâtre de Nancy (1963 -1983) a proposé des spectacles du théâtre espagnol indépendant et de compagnies d’Amérique Latine. En 1992, le Théâtre de l’Odéon, sous la direction du metteur en scène Lluis Pasqual, a proposé un Cycle de Théâtre Hispanique.
Dans une moindre mesure, d’autres festivals français ont accueilli des compagnies hispaniques, autant du théâtre universitaire que de la scène émergente espagnole et latino-américaine : le Festival International Universitaire de Nantes, le Festival de Théâtre Européen de Grenoble (1985-2004) et Les Translatines, Festival de théâtre ibérique et latino-américain de Bayonne (1981-2014).

### Naissance du Festival
Cette représentation inconstante du théâtre hispanique en France est le point de départ de la création du festival Don Quijote.
L’idée naît chez Luis F. Jiménez, metteur en scène et manager culturel espagnol installé en France, qui lance la première édition du Festival en 1992, à travers sa structure d’organisation et de production, l’association Groupe Zorongo. Le Festival est ainsi créé sous l’égide de l’UNESCO, du Conseil de l’Europe et du Centre Culturel Européen de Delphes dans le cadre du certificat européen en administration et gestion culturelles, organisé par la Fondation Marcel Hicter (Belgique).

### Lieux d'accueil
Au fil du temps, le festival Don Quijote a été accueilli dans divers théâtres parisiens.
- Les théâtres publics :  Vingtième Théâtre, Maison des Cultures du Monde, MC93 Bobigny, Théâtre Bernard-Marie-Koltès (Université de Nanterre), Théâtre National de Chaillot[5], Théâtre 13.
- Les théâtres privés : Théâtre du Soleil et Théâtre de l’Épée de Bois (Cartoucherie de Vincennes), Théâtre de Belleville, Café de la Danse,Institut Cervantes.

## Spectacles
Au cours de ses 29 éditions, le festival a programmé 280 spectacles représentés par 209 compagnies, avec la participation de 2000 artistes.
Aux côtés de jeunes artistes et créateurs, un grand nombre d'auteurs, metteurs en scène, compagnies, acteurs et artistes de scène, connus sur un plan international ont participé au Festival. Parmi eux, on peut compter Carmen Maura, José Luis Gómez, Javier Gutiérrez, Carmen Linares, Rocío Molina, Daniel Abreu, Nathalie Poza, Pep Tosar, compagnie La Zaranda, Andrés Lima, Claudio Tolcachir, Alfredo Sanzol et Alberto Conejero.
Le Festival est un site d’observation de l’évolution des arts scéniques espagnols, il en révèle aussi les tendances émergentes, les nouveaux auteurs et les courants esthétiques.
En plus des spectacles, le Festival organise des lectures dramatisées, rencontres-débats et conférences. Il traduit également de l'espagnol au français les pièces de théâtre contemporain qui y sont représentées.

### Théâtre
La programmation théâtrale du festival Don Quijote est axée sur la création contemporaine et traite des thématiques sociales, historiques, politiques et anthropologiques (cultures andines, amazoniennes…), avec entre autres auteurs Juan Mayorga, Alfredo Sanzol, Laila Ripoll, Alberto Conejero, Ernesto Caballero, Itziar Pascual, Jaime Chabaud.
Le théâtre classique est également abordé à travers les œuvres de Cervantes, Calderón de la Barca, Lope de Vega, Fernando de Rojas, le plus souvent dans des adaptations contemporaines. 
Des auteurs emblématiques du xxe siècle, comme Federico García Lorca ou Ramón del Valle Inclán, y sont régulièrement représentés.
Au fil des éditions, des constantes sont apparues dans la ligne artistique du Festival, autour de deux auteurs, Federico García Lorca et Ramón del Valle-Inclán, une compagnie, La Zaranda, et un metteur en scène, Andrés Lima.

#### Axes principaux de la programmation
- Federico García Lorca (1898 - 1936) est l’auteur le plus programmé au festival Don Quijote. De sa première édition à la dernière en date, ses œuvres ont été constamment représentées. C’est autour du projet, Ay, Ay, Ay Lorcas!, inspiré de son œuvre, qu’est né en 1992 le Groupe Zorongo (producteur et organisateur du festival). Les pièces de Federico García Lorca programmées au Festival sont : Yerma (1992), El Público (1995), Amor de Don Perlimplín con Belisa en su jardín (1997, 2007), Canciones populares antiguas (1998), Poeta en Nueva York (1999), La niña que riega la albahaca y el Príncipe Preguntón (2011). D'autres pièces inspirées de sa vie ou de son œuvre ont également été représentées au Festival : Maria Sarmiento (1998), Pepe el Romano (2001), La sonrisa de Federico (2006), El corral de Bernarda (2012)[12], El retablillo de Don Cristóbal (2014)[13], Lorca, la correspondencia personal (2018), Federico García[14] (2019), La pasión de Yerma (2020).
- Ramón del Valle-Inclán (1869 - 1936), considéré comme père du théâtre contemporain espagnol, avec son concept de l’Esperpento et comme figure emblématique de la Generación del 98, a été largement représenté. Le Festival 1998 a rendu hommage à la Generación del 98[15], avec notamment une programmation de deux pièces de Ramón del Valle-Inclán, Divinas palabras et Las galas del difunto. Les autres pièces représentées sont : Los cuernos de Don Friolera (1996), Farsa y licencia de la reina castiza (2006), Luces de Bohemia (2010, 2018).
- La Zaranda[16] est la compagnie qui a inauguré la première édition du festival Don Quijote en 1992, avec la pièce Vinagre de Jerez, et la seule compagnie à avoir interprété l’une de ses pièces en Première mondiale au Festival : Homenaje a los malditos (2004). En 2010, La Zaranda obtient en Espagne le Prix National du Théâtre. Les 4 autres pièces de La Zaranda représentées au Festival sont les suivantes : Perdonen la tristeza (1994), La puerta estrecha (2001), Los que ríen los últimos (2006), Nadie lo quiere creer, la patria de los espectros (2011)[17].
- Andrés Lima, metteur en scène de référence du théâtre espagnol de ces années 2000 et récompensé en 2019 du Prix National du Théâtre en Espagne, a été invité au festival à de nombreuses reprises et ce, dès la première édition (1992). Ses œuvres avant-gardistes, de thématique historique et sociale, ont marqué la dramaturgie contemporaine espagnole et la programmation du festival Don Quijote. Les pièces programmées au Festival sont : La otra cara (1992), A solas con Marilyn (1998), Hamelin (2006), Urtain (2009)[18],[19], Sueño (2017)[20] et Prostitución (2020).

### Danse et musique
La programmation des concerts et spectacles de danse en provenance d’Espagne est axée sur la scène contemporaine et le flamenco, avec la présence au fil des années des compagnies ou figures emblématiques comme Carmen Linares, Rocío Molina, Enrique Morente, Blanca Li, Arrieritos Danza, Kukai Danza, Sol Picó. 
Pour la danse et la musique en provenance d’Amérique Latine, le festival a privilégié des spectacles de danse anthropologique, mettant en lumière l’univers socio-culturel des minorités d’Amérique Latine, comme ce fut le cas pour les compagnies Sankofa Danzafro, Delfos Danza, Danza Concierto, Los Danzaq de Ayacucho, Champeta Criolla-Luis Towers.

## Public
Plus de 100 000 spectateurs ont assisté au festival depuis sa création.
Le public est composé de 72 % de spectateurs Français, 19 % d’Espagnols, 5 % de Latino-américains et 4 % d’origines diverses. Il est constitué pour moitié d’amateurs de théâtre et pour moitié d’hispanistes et d’étudiants en espagnol.
Les liens avec les universités se sont renforcés au fil des éditions, en particulier avec l’Institut d’Études Hispaniques de La Sorbonne (Paris IV), qui a organisé et accueilli plusieurs rencontres, débats et conférences dans le cadre du Festival.
La généralisation de la traduction et du surtitrage, en particulier pour le théâtre contemporain, a contribué à toucher un plus large public, non hispanophone.

## Collaborations

### Partenaires financiers
Le Ministère espagnol de la Culture – INAEM (Instituto Nacional des las Artes Escénicas y de la Música) et l’Ambassade d’Espagne en France sont les principaux partenaires du festival Don Quijote. La société espagnole SPIN SL est à mentionner en tant que partenaire privé.

### Collaborations européennes et internationales
- Le réseau ESMARK (European Scene Market) : En 2013, il est créé à l’initiative de la Dirección de Políticas Culturales (Junta de Castilla y León), avec le soutien du Programme Culture Europe. Ce projet intègre trois festival européens : la Feria de Teatro de Ciudad Rodrigo (Castilla y León - Espagne), le Festival Internacional de Teatro de Expressao Ibérica (Porto - Portugal) et le festival Don Quijote qui, dans ce cadre, a accueilli des compagnies portugaises à Paris en 2013 et 2014[24],[25].
- L’année France-Colombie 2017 : Dans le cadre de ce programme de coopération bilatérale, organisé par l’Institut Français, le Festival Don Quijote accueille deux compagnies de danse colombiennes.

## Prix et reconnaissances
- 2008 – Reconnaissance de la France : Le Festival est considéré comme l’une des trois manifestations les plus représentatives de la culture espagnole en France (avec l’exposition Picasso au Grand Palais et le Festival du Film Espagnol de Toulouse - Cinespaña) lors de la présidence française de l’Union Européenne en 2008.
- 2011 – Premio Max de la crítica (Espagne)[26]: équivalent en France aux Molières.
- 2016 – Feria de Teatro en el Sur (Palma del Río – Andalousie - Espagne) : un hommage est rendu au festival Don Quijote pour son travail de diffusion du théâtre andalou et de la musique et danse flamenco en France.
- 2017 – Ambassade d’Espagne en France : selon cette institution, le Festival est « la manifestation culturelle espagnole réunissant chaque année […] le plus grand nombre d’artistes espagnols à l’étranger, soit plus de 50 à chaque édition »[27].

### Ouvrages et mémoires
- Mercedes Alegre Sastre, Festival Don Quijote de París: la voz del teatro español en Europa, Universidad de la Rioja (UNIR - España), 2021.
- Luis F. Jiménez, L’accueil du théâtre contemporain hispanique en France : Festival Don Quijote 1992 – 2019, Paris, Université Sorbonne-Nouvelle Paris III, Institut d’Études Théâtrales, octobre 2020 (lire en ligne)
- Carlos Donoso Lozano, Le deuxième Festival de théâtre espagnol en langue espagnole « Don Quijote », Université de la Sorbonne Nouvelle Paris III, Institut d’Études Théâtrales, juin 1994.
- Aurélia Hannagan, Don Quijote : Rencontre de théâtre en langue espagnole : analyse et projection, Université René Descartes, I.U.T. de Paris, septembre 1992.